# Nils-Lennart Johannesson
Nils-Lennart Georg Johannesson, född 16 februari 1948, död 8 juni 2019 i Flen, var en svensk språkvetare. Han studerade vid Stockholms universitet och Yale University. Johannesson disputerade 1976 vid Stockholms universitet på avhandlingen The English Modal Auxiliaries: A Stratificational Account och blev 2000 professor i engelska vid samma lärosäte. Innan dess var han professor i engelsk lingvistik vid NTNU mellan 1991 och 1999. Han har översatt två av författaren George Mackay Browns böcker, A Calendar of Love och Greenvoe, till svenska. Nils-Lennart Johannesson är begravd på Skogskyrkogården i Stockholm.